# منتجات ڤالي

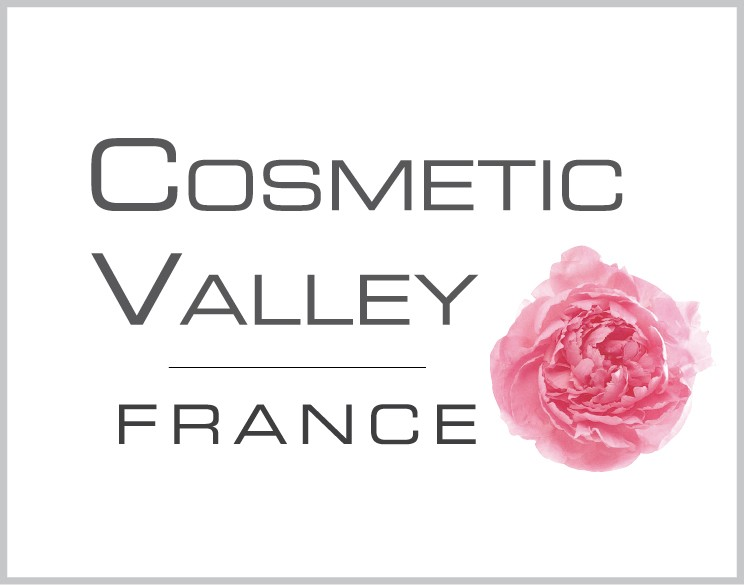

وادي التجميل هو مجمع تكنولوجي، أهم تكتل أعمال فرنسي، متخصص في إنتاج السلع الاستهلاكية في صناعه العطور ومستحضرات التجميل في فرنسا.

## الجغرافية
يمتد مستحضرات فالي للتجميل عبر ثلاث مناطق وسبع أقسام: Centre-Val de Loire (Eure-et-Loir ، Indre-et-Loire ، Loiret and Loir-et-Cher)، إيل دو فرانس (Yvelines و Val-d ' وايز) ونورماندي (أور). يقع مقر المجموعة في موقع كاتدرائية شارتر.

## المواقع الرئيسية حسب القسم
Eure-et-Loir
تمتلك ايرو أي لوار ما يقارب 70٪ من الشركات في هذا القطاع. بالنسبة لمسؤولي الوزارة، يعد وادي التجميل عنصرًا أساسيًا في جاذبية الإقليم ، والذي سيظهر بشكل خاص من خلال إدخال مجموعات أجنبية مثل ريكيت بينكيزر، ولكن أيضًا المؤسسات الصغيرة والمتوسطة الذين انضموا إلى القطاع. تفتخر «وادي مستحضرات التجميل» بخلق أكثر من 1500 وظيفة في القسم خلال عشر سنوات.
Loiret
البحث الجامعي: جامعة أورليانز (أورليانز لا سورس).
الشركات: شسيدو (اورمس)، مركز البحث والتطوير المخصص للعطور ومستحضرات التجميل من LVMH والذي يتضمن عطور كريستيان ديور وجيفينشي، جيرلاين وفريش.
yvelines
الشركات: جيرلان في اورفان. لوريال في رامبولي.
الجامعة: فيرساي سان كونتو  في جامعه فيرساي.

## التاريخ
- تأسس وادي مستحضرات التجميل في عام 1994 بمبادرة من جان بول جورلين في منطقة شارتر. هذا هو أول قطاع صناعي ظهر في Eure-et-Loir. 
- في عام 2005، اتحدت صناعات Eure-et-Loir مع صناعات Loiret ليتم تسميتها «مجموعة التنافسية الوطنية» تحت إشراف حكومة جان بيير رافاران.
- في 25 من أغسطس 2006، حدد مرسوم مجال البحث والتطوير للكتلة. وتعنى البلديات التابعة لقسم Eure و Eure-et-Loir و Indre-et-Loire و Loiret و Yvelines.  
- في عام 2007، تقف في أورليانز الطبعة الأولى من كوزمينوف Cosm'innov ، وهي اتفاقية تصف تقدم التخصصات العلمية في مجال فن التجميل.
النسخة الثانية من (Cosm'innov)تجري في مارس 2010 في أورليانز] . 

## العرض
في الأوائل من عام 2013، كان لدى المجموعة 800 شركة لما يقرب من 70.000 وظيفة وإيرادات بقيمة 11 مليار يورو ، 7 جامعات، 136 كلية، 200 مختبر أبحاث عام لـ 8600 باحث، 100 مشروع بحثي بميزانية تقارب 200 مليون.
ومن بين الشركات الكبرى الممثلة لوريال (عبر شركاتها التابعة مايبيلين وإيف سان لوران أوبيوم)، شيسيدو (عبر جان بول غوتييه ، إيسي مياكي، سيرج لوتنس)، LVMH (عبر كريستيان ديور وجيرلين)، كودالي.